# Viscosia bayensis
Viscosia bayensis is een rondwormensoort uit de familie van de Oncholaimidae. De wetenschappelijke naam van de soort is voor het eerst geldig gepubliceerd in 1987 door Keppner.